# 화순선
화순선(和順線)은 전라남도 화순군에 있는 총 연장 11.4 km의 철도이다. 1942년 10월 16일 조선총독부 철도국에서 종연방적의 자회사 종연실업(鍾淵實業)의 전용선로 11.8 km를 임차하여 11.1 km 구간을 화순선이라 하고, 0.7 km 구간을 화물 전용 측선으로 삼았다. 관보상의 영업 개시 일자는 동년 10월 1일이다.
해방이후 여객 수송과 화물 수송을 병행하다가 이용 여객의 감소로 인하여 1974년 1월 1일에 여객 취급 업무를 중단하였고 무연탄 수송 전용선으로 운행하였다. 시발역인 화순역을 제외한 모든 역이 폐지되었고, 화순광업소의 무연탄 수송을 위해 화물열차가 하루에 한 대씩 운행했다. 2014년 12월 11일 화물열차 운행이 종료되었고, 2022년 1월 1일 폐선이 확정되었다.

## 역사
- 1942년 10월 1일: 석탄 수송을 위해 화순역 ~ 복암역 구간 개통[2]
- 1974년 8월 15일: 남화순역 폐지[3]
- 1984년 11월 1일: 복암역 폐지[4], 장동역 ~ 복암역 구간을 대한석탄공사 소속의 전용철도로 변경.[5]
- 1986년 1월 1일: 장동역 폐지, 대한석탄공사 소속의 전용철도로 변경[6]
- 2014년 12월 11일: 화물열차 운행 종료.
- 2016년 12월 31일: 대한석탄공사 화순광업소와 국가철도공단의 철도 이용 계약 종료.[7]
- 2022년 1월 1일 : 폐선[8]

## 역 목록
| 역명   | 로마자 역명 | 한자 역명 | 역간거리 (km) | 영업거리 (km) | 접속 노선 | 소재지   | 소재지 | 비고 |
| ------ | ----------- | --------- | ------------- | ------------- | --------- | -------- | ------ | ---- |
| 화순   | Hwasun      | 和順      | 0.0           | 0.0           | 경전선    | 전라남도 | 화순군 |      |
| 남화순 | Namhwasun   | 南和順    | 2.0           | 2.0           |           | 전라남도 | 화순군 | 폐역 |
| 장동   | Jangdong    | 壯東      | 5.2           | 7.2           |           | 전라남도 | 화순군 | 폐역 |
| 복암   | Bogam       | 福巖      | 11.4          | 11.4          |           | 전라남도 | 화순군 | 폐역 |